# Neoperreo
O Neoperreo é um subgênero de Reggaeton. Sua nomenclatura é derivada de perreo, um estilo de dança parecido ao Twerking próprio dos bailes de reggaeton, acrescido do prefixo neo - novo. A criação do termo é atribuída à cantora e produtora Tomasa del Real que o utilizou para descrever sua musicalidade em uma entrevista. O surgimento das festas de neoperreo está atrelado à contestação da homogeneidade sonora e hegemonia masculina no reggaeton a partir de valores de equidade de gênero e da criação de espaços seguros para o fomento de novos artistas.